# Nickelodeon Schweiz (SF DRS)
Nickelodeon Schweiz war ein Programmfenster für Kinder, das von 1998 bis 2003 auf SF DRS (heute SRF) übertragen wurde. Seit 2009 läuft ein Nick Schweiz genannter Sender.
Das Programm wurde mit Restbeständen des 1998 eingestellten Nickelodeon Deutschland und eigenen Live-Shows ergänzt. Der Kanal lief täglich von 8 bis 17 Uhr, mit Ausnahme bei sportlich oder politischen Ereignissen. Zwischen 12 und 13 Uhr wurden Livesendungen ausgestrahlt sowie von 16 bis 17 Uhr deren Wiederholungen. Nickelodeon wurde am 26. September 2003 um 17 Uhr, nach fünf Jahren Sendezeit, mit der Sendung Rambutan beendet und eingestellt. Der Nachfolger war Junior.

## Programm
Im täglich 9-stündigen Programm von Nickelodeon wurden vor allem die eigenproduzierten Nicktoons oder Real-Film-Serien ausgestrahlt. Ausserdem wurden über die Mittagszeit Live-Sendungen wie zum Beispiel Rambutan oder Live! gesendet. Über den Tag verstreut konnten sich Jugendliche in Kurzsendungen wie zum Beispiel Sport & Fun vorstellen. Weitere Kurzsendungen wurden von Nickelodeon Deutschland übernommen.

### Live!
„Live!“ war eine Spielsendung für Kinder, welche live über den Mittag ausgestrahlt wurde. Sie fand in einem Studio von SFDRS statt und wurde von dort aus übertragen. In der Show „Live!“ wurden abwechselnd verschiedene Spiele – unter anderem: „Eiertätsch“, „Schmalzi“, „Film Ab“, „Duo“, „ABC“ gespielt. Meist wurden pro Spiel Preise im Wert von etwa 70 – 90 Franken vergeben. „Live!“  wurde von Moderatoren des Schweizer Fernsehens schweizerdeutsch moderiert. Täglich gab es zusätzlich eine Quiz-Sendung (Kick!, Rambutan) bei welchen Schulklassen im Studio Preise gewinnen konnten.
Manchmal wurden prominente Personen für Interviews und Spiele in das Studio eingeladen. Am Ende der Spezialsendungen wurden Nickelodeon Produkte von den Prominenten signiert, damit diese später an Kinder als Preise vergeben werden können.

### Dietmar
Die Sendung „Dietmar“ war eine der wenigen eigenproduzierten Live-Sendungen. Von 16 bis 16.30 Uhr informierte „Dietmar“ (Chris Sulser) die Kinder und Jugendliche mit den neusten Nachrichten der „Stars und Sternchen“, machte Witze und beantwortete die Zuschauerpost in einer humoristisch satirischen Form.

### Damalige Moderatoren
- Florian Hodel
- Nina Havel
- Gabriel Oldham
- Nadia Holdener
- Cristian Sulser
- Anna Geering

## Sendeschluss
Die letzte Sendung vor der Einstellung war nicht wie gewohnt eine Wiederholung der Live-Sendung Live!, sondern eine live ausgestrahlte Sendung Rambutan, bei welcher am Ende erwähnt worden ist, dass ab nächstem Tag das Studio in neuem Glanz erscheinen werde. Der Umstieg auf Junior sollte so unspektakulär und unauffällig wie möglich verlaufen.
Im Jahre 2003 wollte SFDRS seinen eigenen Markennamen JUNIOR entwickeln und hat daraufhin das Programmfenster Nickelodeon beendet.

## Nickelodeon im „Maky“
Im monatlich erscheinenden Heft für Kinder und Jugendliche „Maky“ wurden bis zur Einstellung des Nickelodeon-Programmfensters im SF einige Seiten für den Sender gestaltet. Auf den 5 bis 6 Seiten waren Programmvorschauen, das Programm, Leserbriefe, Steckbriefe von Moderatoren und Promis, Bilder von Kindern, Rätsel und eine Seite für Fragen, welche von Kindern gestellt und von „Heribert“ (Butler in der Sendung „Live!“) beantwortet worden sind, zu sehen.
Für den Inhalt war das Schweizer Fernsehen beziehungsweise die Schweizerische Radio- und Fernsehgesellschaft (SRG) verantwortlich.

## Bumper und Logos

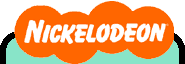
Nickelodeon-Logo auf der Webseite

Das „Nickelodeon“-Logo, welches sich in der linken oberen Ecke des Bildschirmes befand, wurde nur für Nickelodeon Schweiz verwendet. Logos von Werbetrailern und Programmvorschauen wurden jedoch direkt von anderen Nickelodeon-Ablegern übernommen.
Die Bumper (kleine Zwischenvideos, welche meistens das Nickelodeon-Logo in verschiedenen Variationen zeigten) wurden vor allem von Nickelodeon Deutschland übernommen. Einige Bumper wurden von den Nickelodeon Studios exklusiv für das Schweizer Programmfenster erstellt. Sonstige Vorschauen wurden prinzipiell von SFDRS selbst erstellt, ebenso die Nickelodeon-Logos auf der Website von SFDRS.

## Weitere Entwicklung von Nickelodeon in der Schweiz
Das heutige Nickelodeon Schweiz wurde ab dem 1. April 2008 vormittags unter dem Namen Nick auf dem Sendeplatz von MTV Schweiz als Programmfenster ausgestrahlt. Ab dem 1. April 2009 wird ein ganztägiges Programm von 5:00 bis 20:15 Uhr auf dem Sendeplatz von Viva Schweiz gesendet, ab dem 16. Mai 2011 teilte man sich den Sendeplatz mit Comedy Central Schweiz. Ab dem 1. Oktober 2014 wird Nickelodeon Schweiz 24 Stunden am Tag senden. Dieses Programm war lange Zeit, abgesehen von dem Schweizer Werbefenster, identisch mit demjenigen von Nickelodeon Deutschland. Das Programm soll von Schweizer Eigenproduktionen ergänzt werden. Inzwischen hat man nun einen eigenen Sendeplan und sendete Serien zu anderen Zeiten als Nickelodeon Deutschland.
Im Rahmen der internationalen Neuausrichtung der Nickelodeon-Senderfamilie durch Viacom wurde Nick zum 1. April 2009 wieder in Nickelodeon umbenannt. Künftig gibt es, wie schon bei MTV, nur noch ein weltweites Senderdesign, welches auf allen Sendern in 172 Ländern unter dem Namen Nickelodeon laufen wird. Nachdem man ab 2017 wieder als Nick sendete, wird in den Trailern und Werbetrennern wieder von Nickelodeon gesprochen, als Cornerlogo kommt jedoch weiterhin ein Nick-Logo zum Einsatz.

## Sendungen

### Live-Sendungen
- Live!
- Rambutan
- Dietmar

### Kurzsendungen
- Sport & Fun
- Hilf Mit!
- Auf Draht

### Nicktoons und Real-Film-Serien
- Rugrats
- Hey Arnold!
- Rockos modernes Leben
- Die Biber Brüder
- Die Ren & Stimpy Show
- Aaahh!!! Monster
- Doug
- Kenan & Kel
- Grusel, Grauen, Gänsehaut
- Der kleine Horrorladen
- Expedition der Stachelbeeren
- CatDog
- Rocket Power
- Clarissa
- SpongeBob Schwammkopf